# Thalamita medipacificus
Thalamita medipacificus är en kräftdjursart som beskrevs av John R. Edmondson 1954. Thalamita medipacificus ingår i släktet Thalamita och familjen simkrabbor. Inga underarter finns listade i Catalogue of Life.